# Finale del campionato NFL 1967
La finale del campionato NFL 1967 è stata la 35ª del campionato della NFL. Il vincitore della gara avrebbe disputato il Super Bowl II contro i campioni della American Football League. La gara si tenne il 31 dicembre 1967 al Lambeau Field di Green Bay, Wisconsin. A causa delle avverse condizioni climatiche in cui l'incontro venne disputato e del suo finale sul filo di lana, la gara divenne nota come Ice Bowl ed è considerata una delle migliori della storia della NFL.
La gara fu una rivincita della finale dell'anno precedente; i Packers venivano da due titoli consecutivi nel 1966 e 1967. Due allenatori membri della Pro Football Hall of Fame si fronteggiarono: Tom Landry per i Cowboys e Vince Lombardi per i Packers.

## Condizioni climatiche
A causa del grande freddo, il match fu soprannominato dai media sportivi "The Ice Bowl". La temperatura al Lambeau Field fu di circa −26 °C, con una temperatura percepita di −44 °C. L'impianto di riscaldamento del terreno di gioco ebbe un malfunzionamento e quando il telone fu rimosso dal campo, prima dell'inizio della gara, lasciò uno strato di umidità che rese il terreno sempre più congelato a mano a mano che calava l'ombra sull'impianto di gioco. Il sistema di riscaldamento, costruito dalla General Electric e del costo di 80.000 dollari, fu portato dal nipote di George Halas, George Halas Jr., sulle linee laterali poco prima dell'inizio della gara. Alcuni giocatori di Dallas credettero che Lombardi avesse fatto rimuovere intenzionalmente l'energia dall'impianto. In precedenza, per prevenire i congelamenti del campo, era uso rimpierlo con dozzine di tonnellate di fieno.
La banda della University of Wisconsin–La Crosse (allora Wisconsin State University–La Crosse) avrebbe dovuto suonare nel pre-partita e nello spettacolo di metà gara. Tuttavia, durante le prove, a causa del freddo brutale, gli strumenti di legno si congelarono, rendendo impossibile il loro utilizzo. Gli strumenti di metallo invece si attaccarono alle labbra dei musicisti; sette membri della banda dovettero essere trasportati all'ospedale locale per ipotermia. In seguito la performance della banda venne cancellata. Durante la partita, un anziano spettatore morì a causa del freddo subito.
Prima della gara, molti membri dei Green Bay Packers non riuscirono ad avviare le loro automobili a causa del gelo e furono costretti a ricorrere a modi alternativi per raggiungere lo stadio. Il linebacker Dave Robinson dovette  bloccare un’auto che transitava, guidata da un ragazzo che stava andando a prendere la fidanzata: per convincerlo a dargli un passaggio gli promise due biglietti, per lui e per lei, e quindi prima di arrivare al Lambeau Field passarono a recuperare la ragazza. Gli arbitri si ritrovarono senza indumenti adeguati per dirigere la gara e dovettero fare un veloce giro a un negozio di abbigliamento locale per comprare para-orecchi, guanti pesanti e indumenti intimi termici. Il quarterback dei Packers Bart Starr si recò in una chiesa con suo padre, che lo aveva raggiunto per la partita, e in seguito affermò: "Era così freddo che nessuno dei due ne parlò. Nessuno voleva affrontare la questione".
Gli arbitri non riuscirono più a utilizzare i loro fischietti dopo il kick-off di apertura. Come l'arbitro Norm Schachter utilizzò il suo fischietto di metallo per dare il via alla gara, questo si congelò sulle sue labbra. Mentre tentava di rimuoverlo, la pelle si tagliò e le labbra incominciarono a sanguinare. Le condizioni erano così ostili che il sangue, anziché scorrere, si congelò sulle sue labbra. Per il resto della gara, gli arbitri utilizzarono comandi vocali. Durante la partita, il telecronista della CBS Frank Gifford disse in diretta: "Sto dando un morso al mio caffè".

## Statistiche finali

### Marcature
- GB – TD Boyd Dowler su passaggio da 8 yard di Bart Starr (extra point segnato da Don Chandler) 7–0 GB
- GB – TD Boyd Dowler su passaggio da 46 yard di Bart Starr (extra point segnato da Don Chandler) 14–0 GB
- DAL – TD George Andrie su ritorno da fumbe di 7 yard (extra point segnato da Danny Villanueva) 14–7 GB
- DAL – FG di Danny Villanueva da 21 yard 14–10 GB
- DAL – TD Lance Rentzel su passaggio da 50 yard di Dan Reeves (extra point segnato da Danny Villanueva) 17–14 DAL
- GB – TD Bart Starr su corsa da 1 yard (extra point segnato da Don Chandler) 21–17 GB

### Statistiche a confronto
|                               | Dallas Cowboys | Green Bay Packers |
| ----------------------------- | -------------- | ----------------- |
| Primi down                    | 11             | 18                |
| Yard totali                   | 192            | 195               |
| Yard passate                  | 100            | 115               |
| Passaggi – Completati-tentati | 11–26          | 14–24             |
| Passaggi - yard per tentativo | 3,8            | 4,8               |
| Intercetti-yard ritornate     | 0–0            | 1–15              |
| Yard corse                    | 92             | 80                |
| Corse tentate                 | 33             | 32                |
| Yard per corsa                | 2.8            | 2.5               |
| Penalità-yard                 | 7–58           | 2–10              |
| Fumble-persi                  | 3–1            | 3–2               |
| Punt-Media                    | 8–39,1         | 8–28,8            |

### Leader individuali
| Cowboys: passaggi  | Cowboys: passaggi | Cowboys: passaggi | Cowboys: passaggi | Cowboys: passaggi |
|                    | C/Ten             | Yard              | TD                | INT               |
| ------------------ | ----------------- | ----------------- | ----------------- | ----------------- |
| Don Meredith       | 10/25             | 59                | 0                 | 1                 |
| Dan Reeves         | 1/1               | 53                | 1                 | 0                 |
| Cowboys: corse     |                   |                   |                   |                   |
|                    | Cor               | Yard              | TD                |                   |
| Don Perkins        | 17                | 51                | 0                 |                   |
| Reeves             | 13                | 42                | 0                 |                   |
| Meredith           | 1                 | 9                 | 0                 |                   |
| Cowboys: ricezioni |                   |                   |                   |                   |
|                    | Ric               | Yard              | TD                |                   |
| Bob Hayes          | 3                 | 16                | 0                 |                   |
| Reeves             | 3                 | 11                | 0                 |                   |
| Lance Rentzel      | 2                 | 61                | 1                 |                   |
| Clarke             | 2                 | 24                | 0                 |                   |

| Packers: passaggi  | Packers: passaggi | Packers: passaggi | Packers: passaggi | Packers: passaggi |
|                    | C/Ten             | Yard              | TD                | INT               |
| ------------------ | ----------------- | ----------------- | ----------------- | ----------------- |
| Bart Starr         | 14/24             | 191               | 2                 | 0                 |
| Packers: corse     |                   |                   |                   |                   |
|                    | Cors              | Yard              | TD                |                   |
| Donny Anderson     | 18                | 35                | 0                 |                   |
| Chuck Mercein      | 6                 | 20                | 0                 |                   |
| Travis Williams    | 4                 | 13                | 0                 |                   |
| Wilson             | 3                 | 11                | 0                 |                   |
| Starr              | 1                 | 1                 | 1                 |                   |
| Packers: ricezioni |                   |                   |                   |                   |
|                    | Ric               | Yard              | TD                |                   |
| Boyd Dowler        | 4                 | 77                | 2                 |                   |
| Anderson           | 4                 | 44                | 0                 |                   |
| Carroll Dale       | 3                 | 44                | 0                 |                   |
| Mercein            | 2                 | 22                | 0                 |                   |
| Williams           | 1                 | 4                 | 0                 |                   |

## Eredità
Questa gara segnò la fine di un'epoca e l'inizio di un'altra. Questa fu l'ultima occasione in cui la finale del campionato NFL fu considerata di maggiore importanza del Super Bowl: l'anno successivo, Joe Namath e i New York Jets batterono a sorpresa i Baltimore Colts, portando piena legittimità alla American Football League. Landry, non il solo di tale avviso, ritenne che quella gara non avrebbe mai dovuto disputarsi in tali condizioni. La NFL non assegnò più Super Bowl in stadi non coperti a città dal clima freddo per decenni; il MetLife Stadium in New Jersey sarebbe stato il primo nel 2014.
Con la quinta vittoria del campionato NFL in sette anni e la vittoria dei primi Super Bowl, Vince Lombardi si ritirò da capo-allenatore dei Packers il 1º febbraio 1968, ma rimase come general manager tutta la stagione 1968. Molti giocatori di Dallas descrissero questa gara come la più devastante sconfitta del periodo 1966–1970. Avendo perso anche la finale dell'anno precedente nei secondi finali, Landry fu bersaglio di critiche per non essere ancora riuscito a vincere il titolo, critiche che continuarono fino al 1971 quando i Cowboys conquistarono il loro primo campionato.

## Futuri membri della Pro Football Hall of Fame coinvolti nella gara

### Cowboys
- Tex Schramm (general manager)
- Tom Landry (allenatore)
- Bob Lilly (defensive lineman)
- Mel Renfro (defensive back)
- Rayfield Wright (offensive lineman)
- Bob Hayes (wide receiver)

### Packers
- Vince Lombardi (allenatore)
- Bart Starr (quarterback)
- Forrest Gregg (offensive lineman)
- Willie Wood (defensive back)
- Willie Davis (defensive lineman)
- Ray Nitschke (linebacker)
- Henry Jordan (defensive lineman)
- Herb Adderley (cornerback)
- Dave Robinson (linebacker)

## Arbitri
- Capo-arbitro: (56) Norm Schachter
- Umpire: (57) Joe Connell
- Capo degli arbitri di linea: (30) George Murphy
- Arbitro di linea: (28) Bill Schleibaum
- Arbitro posteriore: (25) Tom Kelleher
- Arbitro di campo: (34) Fritz Graf

- Arbitro di riserva: (32) Jim Tunney
- Umpire di riserva: (36) Pat Harder